# Леннокс-Бойд, Алан, 1-й виконт Бойд Мертонский
Алан Тиндал Леннокс-Бойд, 1-й виконт Бойд из Мертона (англ. Alan Tindal Lennox-Boyd, 1st Viscount Boyd of Merton; 18 ноября 1904 — 8 марта 1983) — британский политик-консерватор.

## Происхождение, образование и военная служба
Родился 18 ноября 1904 года. Второй сын Алана Уолтера Леннокс-Бойда (1855—1934) от его второй жены Флоренс Энни Бегби (? — 1949), дочери Джеймса Уорбертона Бегби и Энн Мэри Рид. Он получил образование в школе Шерборн (Дорсет), и окончил колледж Крайст-Черч в Оксфорде, получив степень бакалавра, позже повышенную до магистра. Во время Второй мировой войны он служил лейтенантом в Королевском военно-морском добровольческом резерве в береговых войсках.

## Политическая карьера
Алан Леннокс-Бойд был избран членом Палаты общин от Мид-Бедфордшира в 1931 году (в возрасте 26 лет) и был принят в Иннер-Темпл в качестве адвоката в 1941 году. Он был членом мирного правительства Уинстона Черчилля в качестве министра транспорта и гражданской авиации (1952—1954).
В 1954 году он стал государственным секретарем по делам колоний, где он курировал ранние этапы деколонизации, с предоставлением независимости Кипру, Гане, Малайе и Судану. Он был на своем посту во время восстания Мау-Мау в Кении, и был убежден Гарольдом Макмилланом остаться на своем посту после осуждения за резню в Холе. Он открыто говорил о независимости Федерации Малайи и пригласил тогдашнего главного министра Малайи Тунку Абдула Рахмана и его коллег в Ланкастер-хаус, чтобы обсудить возможность независимости.
В 1955 году Леннокс-Бойд пригрозил уйти в отставку со своего поста, когда некоторые члены кабинета министров-тори хотели применить иммиграционный контроль к странам Нового Содружества. Это было в ранний период поствиндрашской эры иммиграции в Великобританию, которая увидела неожиданно большой приток в Великобританию представителей небелых рас в результате Закона о британском гражданстве 1948 года. Этот акт, принятый предыдущим лейбористским правительством, предоставил британское гражданство всему Содружеству. В 1955 году Леннокс-Бойд либо принял контроль над всем Содружеством, либо не принял его вообще. Поскольку консерваторы были привержены правам граждан Старого Содружества приезжать в Великобританию, они решили не иметь никакого контроля.
После парламентских выборов 1959 года Алан Леннокс-Бойд был заменен на посту министра по делам колоний Иэном Маклеодом. В сентябре 1960 года Алан Леннокс-Бойд был возведен в звание пэра как виконт Бойд из Мертона из Мертона-ин-Пеннингема в графстве Уигтаун. В том же 1960 году он был награжден Орденом Кавалеров Чести.
Лорд Бойд из Мертона занимал должность заместителя лейтенанта Бедфордшира (1954—1960) и заместителя лейтенанта Корнуолла (1965). Он был управляющим директором Arthur Guinness & Sons с 1959 по 1967 год, а также был членом Ордена Кавалеров Почёта и тайным советником.

## Восстание Мау-Мау
Леннокс-Бойд был государственным министром колоний в 1951—1952 годах, совершив свой первый визит в Кению в 1952 году. Кенией управлял сэр Эвелин Бэринг в рамках чрезвычайных полномочий. Контроль за этими полномочиями находился в руках генерал-лейтенанта сэра Джорджа Эрскина, главнокомандующего Восточно-Африканским командованием. В их Военный совет входили заместитель губернатора и представитель белых поселенцев, но не представители других социальных, расовых или племенных групп.
В 1954 году Алан Леннокс-Бойд был назначен министром по делам колоний. Например, ранний визит Леннокса-Бойда в Южный Ньери в резервации Кикую сопровождался Бэрингом и Эрскином. Практически все население Кикую было перемещено в укрепленные деревни или лагеря для задержанных, хотя статистика была сфальсифицирована. У них была длительная встреча с вождем Мундией. Вождь и его местные гвардейцы были обвинены в избиении нескольких задержанных, один из которых умер. Губернатор Бэринг тихо намекнул помощнику комиссара полиции, что было бы политически нецелесообразно преследовать такого верного союзника. Но снятие обвинений оскорбило беспристрастность полковника Артура Янга, нового главного комиссара. Узнав о принципиальном намерении Янга уйти в отставку, Леннокс-Бойд убедил Янга свести свои возражения к «разнице во мнениях», таким образом оставив маневр Бэринга и Эрскина на месте, а репутацию Леннокса-Бойда нетронутой. Сторонников Янга впоследствии поощряли искать работу за пределами Кении.
В июне 1957 года Алан Леннокс-Бойд получил секретный меморандум, написанный сэром Эриком Гриффитсом-Джонсом, генеральным прокурором Кении. В письме описывалось насилие над задержанными мау-мау. Меморандум был передан Бэрингом, который, как утверждается, добавил сопроводительное письмо, в котором утверждалось, что единственным способом борьбы с повстанцами мау-мау является нанесение «жестокого шока».
Нет никаких доказательств того, что Алан Леннокс-Бойд тогда или позже поддерживал какое-либо движение за независимость Кении. С самых ранних лет в политике он открыто восхищался фашистскими диктаторами; неохотно принимал демократию в Британии; поддерживал Британскую империю как естественное выражение расового превосходства в неравном мире . Его позднее вступление в Monday Club было частью отказа от адаптации консерватизма Макмиллана к постколониальному будущему.
В апреле 2011 года в отчете Guardian описывался тайник с правительственными документами, которые могли указывать на то, что, несмотря на четкие брифинги, Леннокс-Бойд неоднократно отрицал, что злоупотребления имели место, и публично осуждал тех колониальных чиновников, которые выступили с жалобами. Тайник, наряду с интервью с выжившими, лег в основу книги Кэтрин Элкинс «Британский ГУЛАГ: жестокий конец империи в Кении».

## Личная жизнь
29 декабря 1938 года Алан Леннокс-Бойд женился на леди Патрисии Флоренс Сьюзан Гиннесс (3 марта 1918 — 14 мая 2001), дочери Руперта Гиннеса, 2-го графа Айви. У супругов было трое детей:
- Саймон Леннокс-Бойд, 2-й виконт Бойд из Мертона (род. 7 декабря 1939), старший сын и преемник отца.
- Достопочтенный Кристофер Леннокс-Бойд (22 июля 1941 — 3 августа 2012)
- Достопочтенный Марк Леннокс-Бойд (род. 4 мая 1943)

Лорд Бойд Мертонский был сбит автомобилем насмерть, когда переходил Фулхэм-роуд в Лондоне в марте 1983 года в возрасте 78 лет, и после кремации был похоронен в церкви Святого Стефана в Солтэше, Корнуолл . Ему наследовал его старший сын Саймон.
Согласно многим источникам, Леннокс-Бойд был геем. В дневнике Джеймса Лиза-Милна 1942—1943 годов «Голоса предков» он описан как влюбленный в американского эстета Стюарта Престона . Его страстные гомосексуальные любовные связи (и их безрассудство) раскрываются в дневниках Ченнона. Историк и биограф Майкл Блох описывает бывшего регента и наследного принца Ирака Абд аль-Илаха как гомосексуалиста и «близкого друга» Леннокса-Бойда. Блох пишет, что после того, как Абд аль-Илах был убит во время Революции 14 июля 1958 года, «революционеры обнаружили интимные письма Леннокса-Бойда среди бумаг принца, которые они опубликовали в мировой прессе».